# Тюбяк-Чекурчинское сельское поселение
Тюбяк-Чекурчинское сельское поселение — упразднённое муниципальное образование в Арском районе Татарстана Российской Федерации.
Поселение было образовано 31 января 2005 года в составе сёл Тюбяк-Чекурча (административный центр) и Старый Айван (1 января 2009 село передано в состав муниципального образования «город Арск»).
21 мая 2010 года поселение вошло в состав муниципального образования «город Арск».